# Miguel de Cervantes
Miguel de Cervantes y Saavedra (ur. 29 września 1547 w Alcalá de Henares, zm. 23 kwietnia 1616 w Madrycie) – hiszpański pisarz renesansowy, najlepiej znany jako autor powieści El ingenioso hidalgo Don Quijote de la Mancha  (Przemyślny szlachcic Don Kichote z Manczy).

## Życiorys

### Młodość

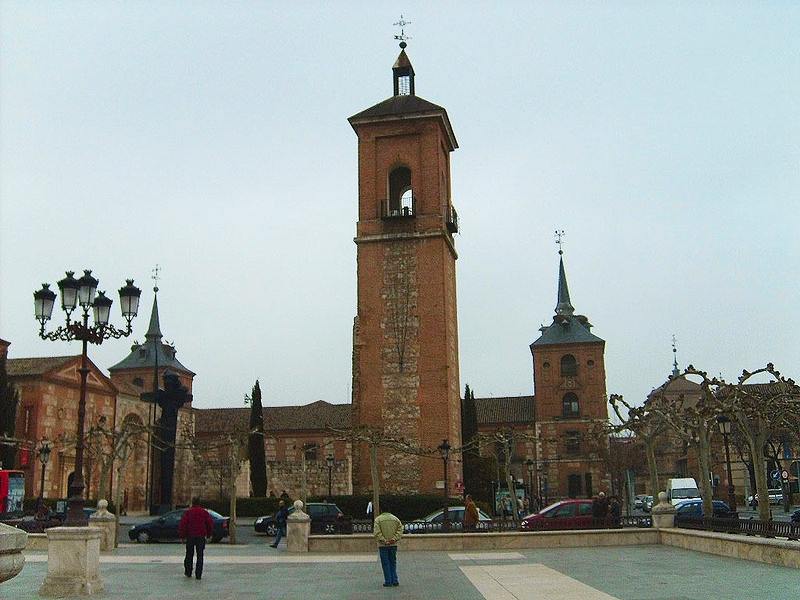
Kościół, gdzie został ochrzczony Cervantes, Alcalá de Henares

Data jego urodzin nie jest poświadczona, jednak ze względu na imię, jakie mu nadano, przypuszczalnie urodził się 29 września, w dzień św. Michała Archanioła. Wiadomo, że ochrzczono go 9 października 1547 w Alcalá de Henares. Przyszły pisarz pochodził ze zubożałej, ale znanej rodziny szlacheckiej. Dziadkiem pisarza był pochodzący z Kordoby don Juan de Cervantes, prawnik z wykształcenia, który doszedł do stanowiska corregidora. Porzucił on swoją żonę i rodzinę. Ojcem Miguela był Rodrigo de Cervantes – medyk i cyrulik, a matką doṅa Leonor de Cortinas. Miguel był czwarty z siedmiorga rodzeństwa. W 1551 roku rodzina Miguela przeniosła się z Alcalá de Henares do Valladolid, a w 1553, po opuszczeniu przez Rodrigo więzienia, do którego trafił za niespłacone długi, rodzina przeniosła się do Kordoby. Miguel przez dwa lata uczył się w szkole prowadzonej przez Alonso de Vieras, a potem w kolegium jezuickim. W 1564 mieszkał w Sewilli, a od 1566 w Madrycie, pobierając nauki u znanego humanisty Juana Lopeza de Hoyos, który być może zaszczepił w Cervantesie miłość do literatury. W wyniku zranienia w zakazanym pojedynku Antonia de Sigura, skazany zaocznie Cervantes musiał uciekać z Madrytu, gdyż groził mu wyrok królewski obcięcia prawej ręki i dziesięciu lat wygnania. W 1569 r. dotarł do Rzymu.

### Służba wojskowa
W Rzymie Cervantes był szambelanem na dworze Acquavivy, wkrótce jednak postanowił wstąpić do hiszpańskiego regimentu stacjonującego w Neapolu (który w owym czasie należał do korony hiszpańskiej). W słynnej bitwie w zatoce Lepanto (1571), w której walczył pod dowództwem don Juana de Austria, wykazał się dużą odwagą, stając do walki mimo dręczącej go gorączki. Za brawurę zapłacił dwiema ranami postrzałowymi w pierś i strzaskaną lewą ręką, która pozostała nieruchoma do końca życia. Po bitwie szybko wrócił do czynnej służby. Przez dłuższy czas stacjonował w Neapolu, gdzie zapoznawał się z włoską literaturą.

### Niewola
Zwolniony ze służby wojskowej po czterech latach, w drodze do kraju, został wzięty do niewoli przez berberyjskich korsarzy, którzy sprzedali go bejowi Algieru. Ponieważ miał ze sobą listy polecające od księcia de Sessa i Don Juana, cena okupu za niego była wyższa niż za przeciętnego chrześcijanina, a tym samym czas oczekiwania na wykupienie wydłużał się. Jednocześnie niewykluczone, że listy tak ważnych osób uratowały mu życie, gdy kilkakrotnie próbował ucieczki. Niewola trwała pięć lat; o jego obecności w Algierze wspominają co najmniej dwa źródła z tamtego okresu. Wydaje się, że dość krnąbrny jako niewolnik Cervantes był przez swych kolejnych właścicieli traktowany z pobłażaniem, a jego talent, zarówno przywódczy, jak i artystyczny, zyskał mu uznanie współtowarzyszy niedoli. Wreszcie w 1580 rodzina Cervantesa uzbierała 500 eskudów i Miguel został wykupiony, niemal w ostatniej chwili, bo jego ostatni właściciel przenosił się właśnie do Konstantynopola i zamierzał zabrać ze sobą wszystkich niesprzedanych niewolników.

### Powrót i pierwsza powieść

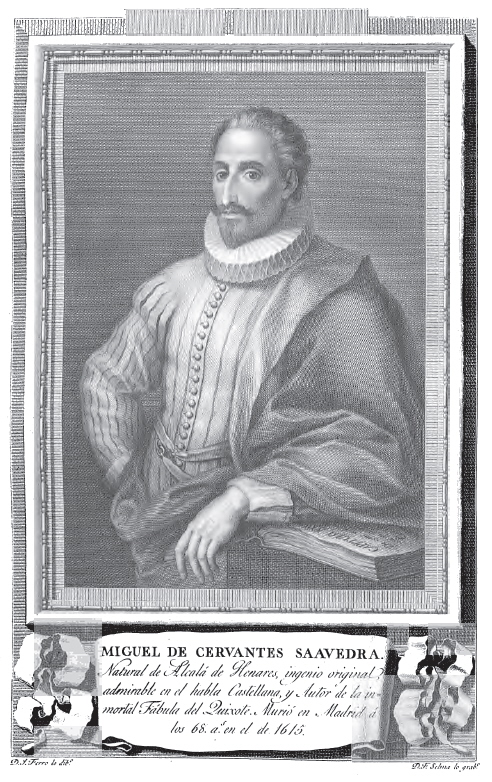
Miguel de Cervantes Saavedra (Retratos de Españoles Ilustres, 1791)

W pierwszym okresie po uwolnieniu znów zaciągnął się do wojska i stacjonował w Portugalii, świeżo podbitej przez Filipa II. Wkrótce opuścił armię na zawsze i po romansie (którego owocem była córka) z młodą mężatką o nazwisku Ana de Villafranca ożenił się z młodszą od siebie o 18 lat Cataliną de Salazar y Palacios, właścicielką niewielkiego majątku ziemskiego w Esquivias, niewielkiej wiosce w La Manchy. Po kilku bezowocnych próbach zatrudnienia się na dworze Filipa II zrezygnował i postanowił żyć wyłącznie z literatury, do czego zresztą został niejako zmuszony, ponieważ euforia wywołana bitwą w zatoce Lepanto już dawno przeminęła, a jego zasługi wojenne poszły w zapomnienie, nie dając gratyfikacji, na które być może liczył. Utrzymywanie się z pisarstwa okazało się rzeczą bardzo trudną. Wkrótce napisał pierwszą powieść, romans pasterski Galatea, wydany w 1585, który dedykował przyjacielowi Acquavivy, być może z nadzieją, że ten roztoczy nad nim patronat.

### Pierwsze dramaty
Był to okres bujnego rozkwitu hiszpańskiego teatru. Także Cervantes spróbował swych sił jako dramaturg. Z jego dzieł dramatycznych tego okresu zachowały się tylko dwie sztuki: El trato de Argel (Życie w Algierze) i tragedia z dziejów rzymsko-hiszpańskich Numancja (La Numancia). Jak twierdził, napisał w owym czasie kilkadziesiąt sztuk, w tym La confusa, którą uważał za najlepszą. Jednak jako autor dramatyczny Cervantes nie osiągnął powodzenia, choć, jak pisał po latach, jego sztuki zostały przyjęte przez publiczność „bez obrzucania aktorów warzywami”.

### Poborca

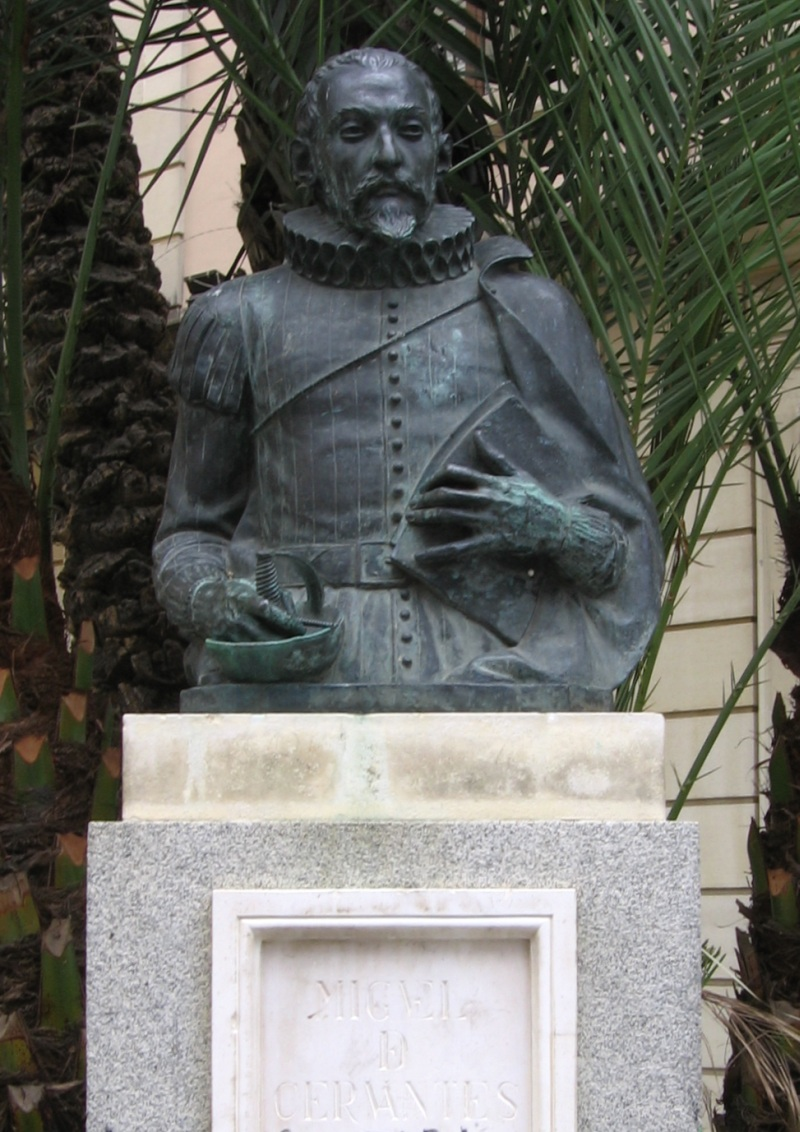
Pomnik Cervantesa w Sewilli

Nędza zmusiła go w końcu do podjęcia innej pracy; otrzymał urząd komisarza do spraw zaopatrzenia Wielkiej Armady. Nie wiązało się to z łatwym życiem, ale dawało pewne możliwości, m.in. podróży po Andaluzji, których reminiscencje znalazły oddźwięk w jego późniejszych utworach. Jednakże problemy ze zbilansowaniem ksiąg i procesy z przełożonymi, którzy zarzucali mu złą wolę i działanie na szkodę Armady, sprowadziły nań wielkie przykrości i we wrześniu 1592 roku znalazł się w więzieniu, na szczęście tylko na kilka dni. W 1594 roku wyjechał do Madrytu i tam otrzymał posadę poborcy podatkowego, która choć nobilitująca w stosunku do poprzedniej, to jednak wiązała się z równie nieprzyjemnymi obowiązkami. Po zaledwie dwóch latach Cervantes odrzucił ten zaszczyt i wyjechał do Sewilli, gdzie oddał się swej ulubionej sztuce: poezji.

### Poeta i prześmiewca
Mając za sobą wygrany w 1595 roku konkurs poetycki w Saragossie, Cervantes oddał się z lubością swej ulubionej acz nadal mało płatnej pracy. Dał się poznać jako prześmiewca piętnujący ludzkie przywary i nie lękający się krytykować i odbrązawiać znane postaci, jak choćby księcia Medinę Sidonię, nieudolnego wodza Wielkiej Armady. Satyryczny charakter ma także sonet Na katafalk Filipa II w Sewilli, napisany po śmierci króla w 1598 r., w którym pochwała wspaniałych uroczystości pogrzebowych skrywa gorzką kpinę.
Wkrótce doszło do prawnego epilogu problemów buchalteryjnych sprzed czterech lat i Cervantes znalazł się ponownie w więzieniu, tym razem na dłużej. Być może tam powziął zamiar napisania Don Kichota.

### Don Quijote

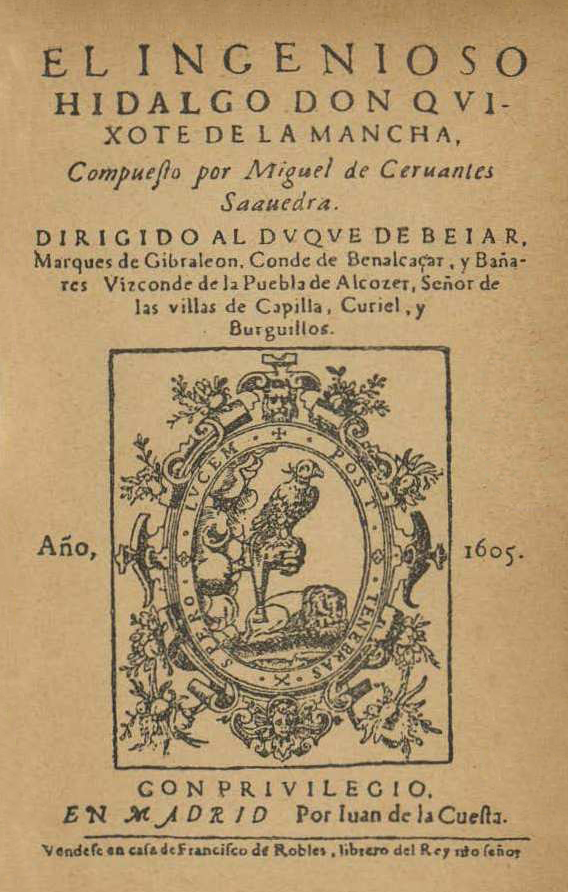
Strona tytułowa pierwszego wydania (1605)

W 1604 roku, po kilku latach podróży i publikowania niewielkich utworów, Cervantes odsprzedał prawa do druku swojego największego dzieła Francisco de Roblesowi, tym samym pozbawiając się ewentualnych tantiem z kolejnych wydań. Jego największe dzieło El ingenioso hidalgo Don Quijote de la Mancha ukazało się w 1605 roku, ale treść, przynajmniej w części, była znana już wcześniej wielkiemu współczesnemu Cervantesa – dramaturgowi Lope de Vega. Powieść okazała się prawdziwym sukcesem i wkrótce doczekała się kolejnych wydań w Madrycie, Brukseli, Mediolanie, nie przynosząc jednak autorowi żadnych korzyści materialnych, lecz tylko sławę. Część druga Segunda parte del ingenioso hidalgo Don Quijote de la Mancha ukazała się w 1615 roku, prawdopodobnie wskutek działań nieznanego pisarza kryjącego się pod pseudonimem de Avellanedy, który napisał „drugą część przygód Don Quijote (czyt. kihote) z La Manchy”, ocenianą jako dobrą lecz niedorównującą oryginałowi, co więcej, zawierającą uszczypliwe uwagi wobec Cervantesa. Ten podjął rękawicę i nie tylko odpowiedział krytyką swego anonimowego adwersarza (zawartą w drugiej części rozdziału 59), ale wydał drukiem prawdziwą drugą część przygód rycerza z La Manchy, popularność której dorównała wkrótce części pierwszej.

### Inne utwory
Sukces Don Kichota sprawił, że wydawcy chętnym okiem spoglądali na utwory nieznanego wcześniej autora. W 1613 wyszły drukiem Nowele przykładne (Novelas ejemplares), zbiór nowel w stylu włoskim. W 1614 Cervantes opublikował Podróż na Parnas (Viaje del Parnaso), żartobliwy poemat opisujący obronę Parnasu przed kiepskimi poetami przez pisarzy wezwanych na pomoc przez Apolla. Poemat był okazją do pochwał i krytyk współczesnych i dawnych pisarzy; Cervantes włączył samego siebie w grono obrońców Parnasu, a w autoironicznej scenie, zaproszony przez Apolla, by „złożył swój płaszcz i usiadł na nim” u boku boga, tłumaczył, że nie może tego uczynić, bo jako poeta jest tak biedny, że nawet nie ma płaszcza. Cervantes tworzył także drobne humorystyczne utwory sceniczne z gatunku entremés.

### Wielki przegrany
Upragniony sukces wydawniczy obu części przygód Don Kichota przyszedł późno i nie zdążył zapewnić ich autorowi spokojnego i beztroskiego życia. Cervantes – pechowo dobierający sobie protektorów i nękany dziwnymi zbiegami okoliczności (jak choćby w 1605 roku krwawe zajście przed domem, w którym mieszkała jego rodzina, co zmusiło ją do wyjazdu do Madrytu) oraz nieustannymi procesami o odszkodowania, choćby za niemoralne prowadzenie się jedynej córki Isabel – umarł w Madrycie 23 kwietnia 1616 roku (niektóre źródła wspominają o 22 kwietnia jako o faktycznej dacie śmierci, dzień później miał on być jedynie pochowany), zaledwie 12 lat po opublikowaniu pierwszej części Don Kichota. Pochowano go następnego dnia w klasztorze trynitariuszy bosych przy dzisiejszej ulicy Lope de Vegi.

### Pożegnanie –Persiles
Ostatnie miesiące życia upłynęły Cervantesowi na pracy nad powieścią Niezwyczajne przygody Persilesa i Sigismundy (Los trabajos de Persiles y Segismunda). Zaledwie na cztery dni przed śmiercią, świadomy że jego życie się kończy (co podkreślał, cytując wiersz „Już nogę mając w strzemieniu”), Cervantes podpisał dedykację skierowaną do księcia de Lemos, w której pożegnał swego protektora. W napisanym nieco wcześniej „Prologu” umieścił natomiast melancholijne zdanie: „Adiós, żarty, adiós, drwiny, adiós, weseli przyjaciele...” Powieść została opublikowana w 1617 r.

### Polskie przekłady dzieł Cervantesa
- Don Kichot z Manszy. Walenty Zakrzewski (tłum.). 1886. Brak numerów stron w książce
- Przedziwny Hidalgo Don Kichot z Manczy. Edward Boyé (tłum.). Warszawa – Kraków: Wydawnictwo J. Mortkowicza, 1937-38. Brak numerów stron w książce
- Przemyślny szlachcic Don Kichote z Manczy. Anna L. Czerny i Zygmunt Czerny (tłum.). Warszawa: Państwowy Instytut Wydawniczy, 1957, 2 t. (I wydanie). Brak numerów stron w książce
- Intermedia (Komedie). Zofia Szleyen (tłum.). Kraków: Wydawnictwo Literackie, 1967. Brak numerów stron w książce
- Nowele przykładne. Zofia Karczewska-Markiewicz i Zdzisław Milner (tłum.). Kraków: Wydawnictwo Literackie, 1976, 2.t. Brak numerów stron w książce
- Niezwyczajne przygody Persilesa i Sigismundy. Zofia Szleyen (tłum. i posłowie). Kraków: Wydawnictwo Literackie, 1980. ISBN 83-08-00015-0. Brak numerów stron w książce
- Przemyślny szlachcic don Kichot z Manczy. Wojciech Charchalis (tłum.). Rebis, 2015. ISBN 978-83-781-8531-4. Brak numerów stron w książce

### Opracowania
- Urszula Aszyk: Entremés. W: Słownik rodzajów i gatunków literackich. Grzegorz Gazda (red.). Warszawa: Wydawnictwo Naukowe PWN, 2012, s. 268–269.
- Zofia Szmydtowa: Cervantes. Warszawa: Państwowy Instytut Wydawniczy, 1965. Brak numerów stron w książce
- Andres Trapiello: Żywoty Cervantesa. Próba innej biografii. Warszawa: Noir sur Blanc, 2012. Brak numerów stron w książce